# William Ward (Segler)
William Dudley Ward, PC (* 14. Oktober 1877 in London; † 11. November 1946 in Calgary, Kanada) war ein britischer Segler und Politiker.

## Werdegang
William Ward nahm in der 8-Meter-Klasse an den Olympischen Spielen 1908 in London teil. Er war Crewmitglied der Sorais, die mit vier weiteren Booten um die Medaillen segelte. Das Gesamtresultat orientierte sich am besten Ergebnis der einzelnen Wettfahrten. Dabei belegte die Sorais unter Skipper George Ratsey in drei Wettfahrten zweimal den zweiten Platz, womit sie die Regatta auf dem dritten Rang hinter dem zweimal siegreichen britischen Boot Cobweb von Skipper Blair Cochrane und dem einmal siegreichen schwedischen Boot Vinga von Skipper Carl Hellström beendete. Neben Ward und Skipper Ratsey gewannen die übrigen Crewmitglieder Alfred Hughes, Frederick Hughes und Philip Hunloke die Bronzemedaille.
Ward besuchte das Eton College und schloss ein Studium am Trinity College mit dem Bachelor of Arts ab. Mehrfach trat er für Cambridge am Boat Race an und gewann es sowohl 1899 als auch 1900. Von 1906 bis 1922 vertrat er Southampton als Abgeordneter der Liberal Party im House of Commons. Dabei bekleidete er von 1909 bis 1912 das Amt des Treasurer of the Household, von 1917 bis 1922 war er Vice-Chamberlain of the Household. Parallel war er als Barrister tätig. 1922 wurde Ward in das Privy Council berufen. Er stieg zudem bis zum Lieutenant Commander der Royal Naval Volunteer Reserve auf.
Er war von 1913 bis 1931 mit Winifred Birkin verheiratet, mit der er zwei Töchter hatte, Claire und Penelope Dudley-Ward.